# San Jacinto (Schiff, 1943)
Die USS San Jacinto (CVL-30) war ein US-amerikanischer leichter Flugzeugträger. Es war das neunte und letzte Schiff der Independence-Klasse, die durch Umbauten von vorhandenen Kreuzerrümpfen der Cleveland-Klasse entstand. Als zweites Schiff mit diesem Namen in der United States Navy versah es seinen Dienst auf dem pazifischen Kriegsschauplatz des Zweiten Weltkrieges.

## Technik

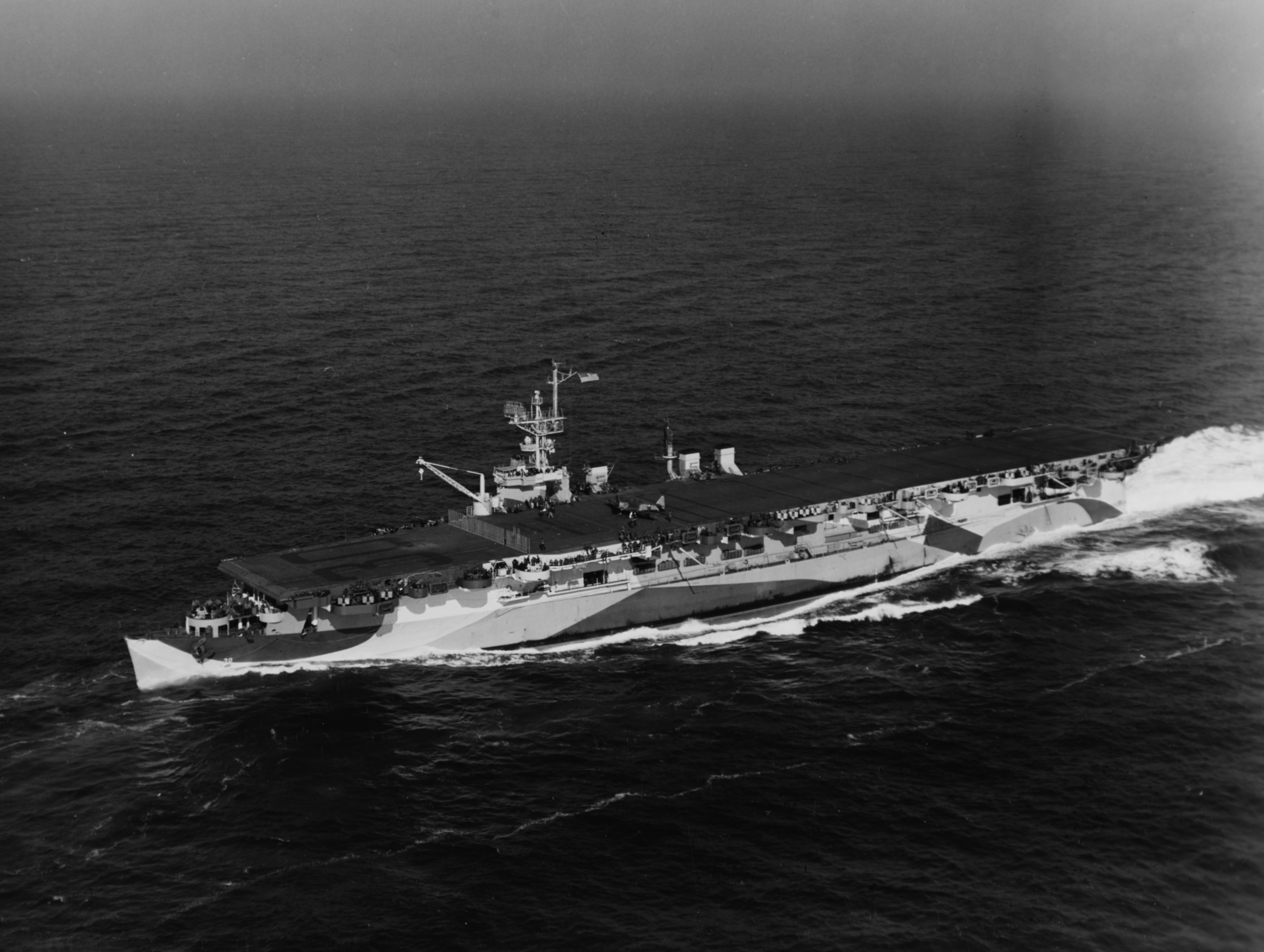
San Jacinto, 1944

Mehr zur Technik findet sich im Artikel zur Klasse unter Independence-Klasse
Die San Jacinto war circa 190 Meter lang und über 33 Meter breit und hatte mit einer Einsatzverdrängung von 13.000 ts einen Tiefgang von knapp acht Meter. Ihr Schiffsrumpf basierte auf dem der Cleveland-Klasse-Kreuzer und musste aufgrund der massiveren Aufbauten verbreitert werden, wodurch man hoffte, die Topplastigkeit erheblich zu vermindern. Trotz aller konstruktiven Maßnahmen konnte diese nie völlig kompensiert werden.
Obwohl sie als Independence-Klasse-Träger nur ein wenig größer als die Geleitflugzeugträger war, unterschied sie sich hauptsächlich durch ihren starken Antrieb von diesen, wodurch ihr Einsatzspektrum dem der großen Flottenflugzeugträger glich. Die von den Kreuzern übernommene 100.000 PS starke Maschinenanlage trieb vier Propeller an und brachte das Schiff auf eine Höchstgeschwindigkeit von 31,6 Knoten.
Das zur damaligen Zeit übliche rechteckförmige Flugdeck war circa 174 Meter lang und 22,3 Meter breit und hatte zwei Decksaufzüge sowie ein Katapult. Die Insel musste aus Stabilitätsgründen klein gehalten werden, weshalb auf einen einzelnen, integrierten Schornstein verzichtet und stattdessen vier kleinere separat angebracht wurden. So beherbergte dieser markante Aufbau lediglich die Kommandobrücke, während sich die Operationszentrale unterhalb des Flugdecks befand. Das Bordgeschwader bestand während ihrer aktiven Dienstzeit hauptsächlich aus zwei Dutzend F6F-Hellcat-Jagdflugzeugen und aus neun Torpedobombern vom Typ Grumman Avenger.
Im Laufe des Krieges wurden die Langwellen-Radare SK und SC-2 sowie das SG-Mikrowellen-Radar auf dem Schiff installiert. Montiert auf der Insel und auf einem zusätzlichen Mast zwischen zwei der Schornsteinen, ermöglichten diese Geräte Frühwarnungen auf bis zu 180 km Entfernung. Die Defensivbewaffnung der Langley bestand aus 40-mm-L/60- und 20-mm-L/70-Flugabwehrgeschützen, deren Anzahl während des Krieges ständig variierte. Im Jahr 1944 wurden die an Rumpf und Heck installierte 40-mm-Vierlingsflak mit der Feuerleitanlage Mk 51 nachgerüstet, die anfliegende Flugzeuge bis auf über 3,5 km Entfernung anvisieren und somit effektiver bekämpfen konnte.

## Dienstzeit

### Bau und Indienststellung

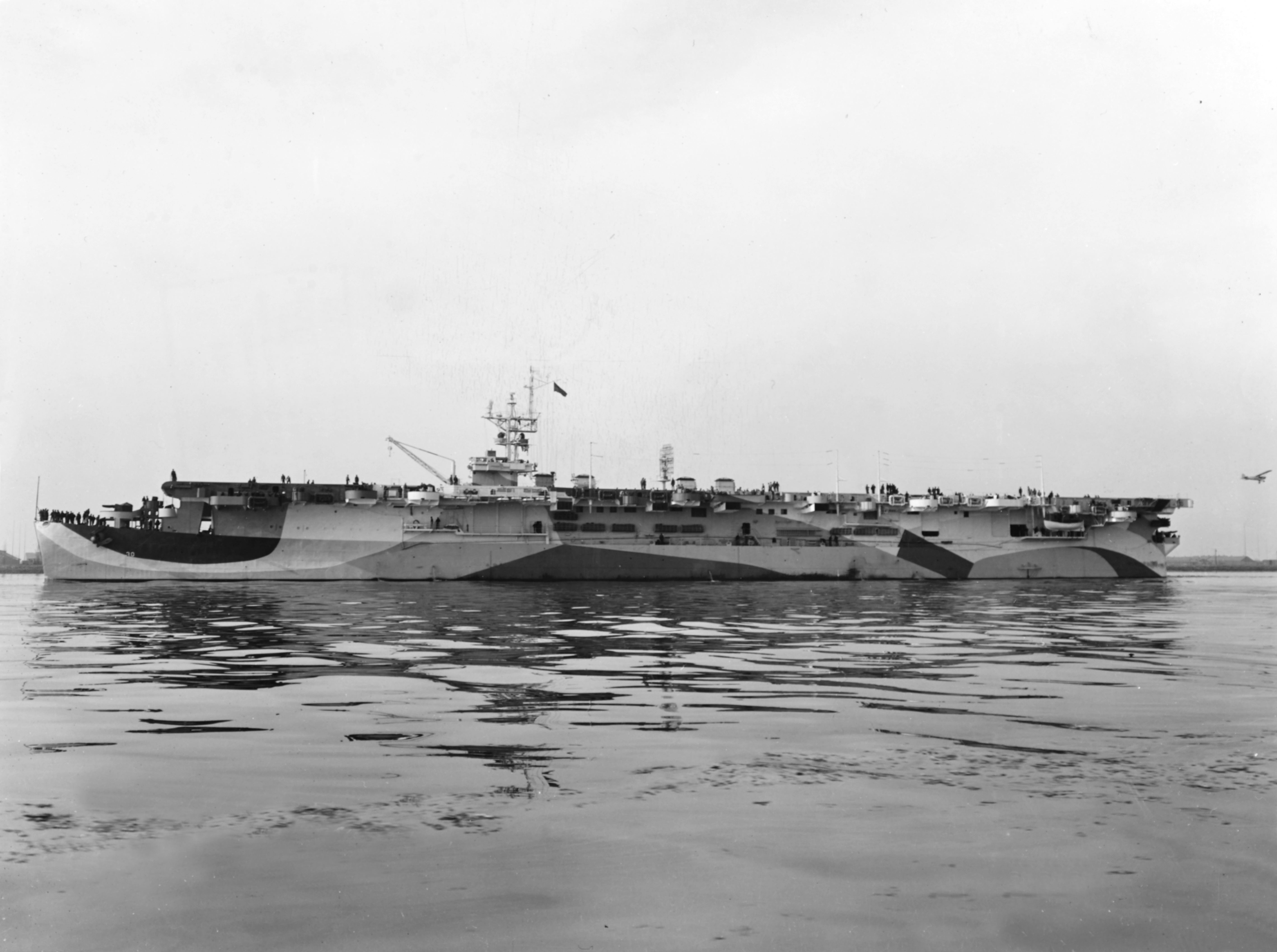
USS San Jacinto, 1944

Ursprünglich wurde das Schiff als Leichter Kreuzer Newark (CL-100)', am 26. Oktober 1942 bei der New York Shipbuilding Co. in Camden, US-Bundesstaat New Jersey, auf Kiel gelegt. Nach dem japanischen Überfall auf Pearl Harbor und dem darauffolgenden Eintritt der Vereinigten Staaten in den Zweiten Weltkrieg bestand ein Mangel an Flugzeugträgern in der US-Marine. Dadurch wurde ein schon vor dem Krieg ausgearbeiteter Plan in die Tat umgesetzt, nach dem vorhandene Kreuzerrümpfe zu Flugzeugträgern umgebaut werden sollten. Am 26. September 1943 wurde das Schiff als San Jacinto (Registrierungsnummer CVL-30) getauft und vom Stapel gelassen werden. Am 15. November 1943 es als neunter Träger der Independence-Klasse in den aktiven Dienst gestellt.

### Einsatz

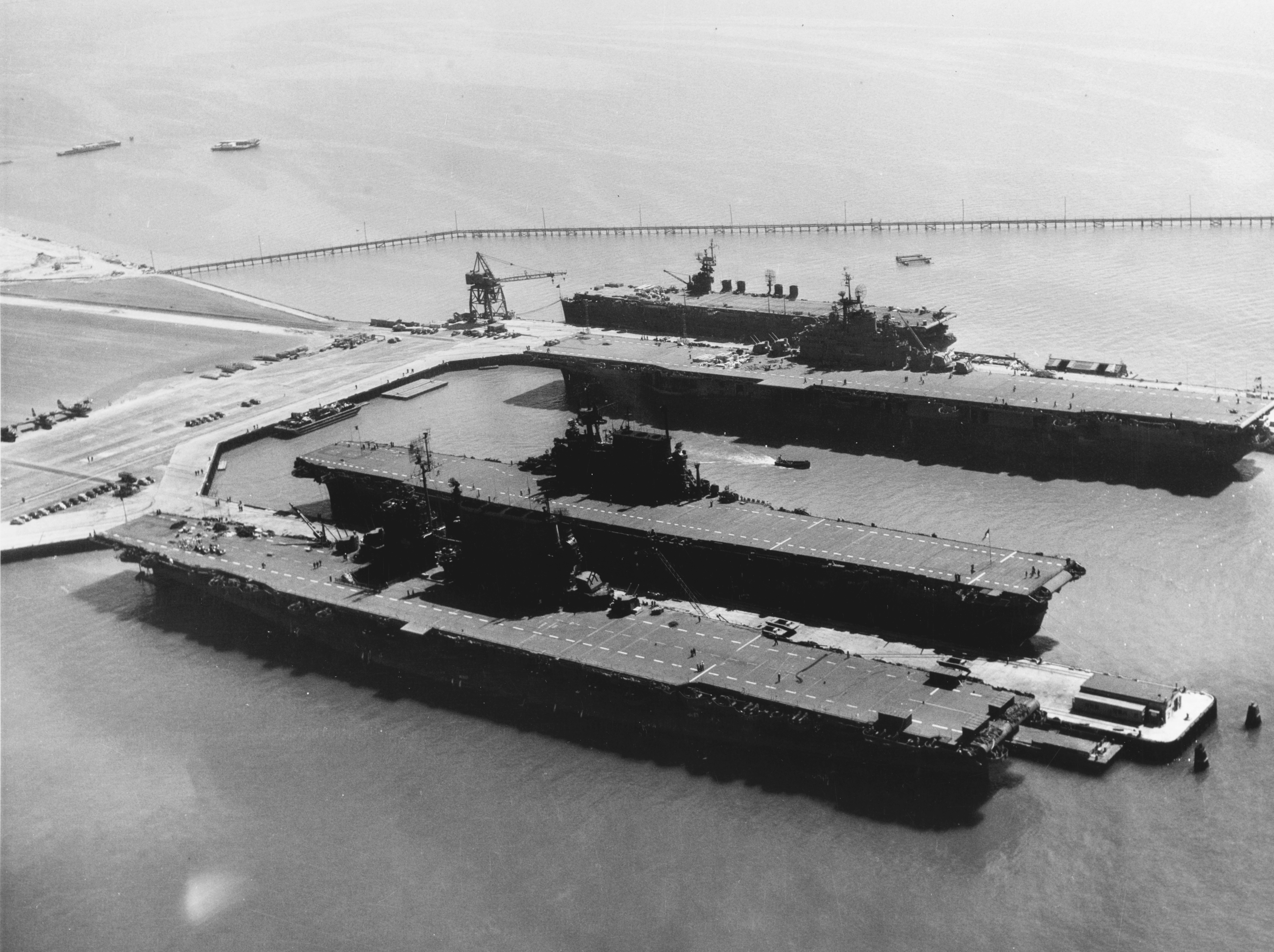
USS San Jacinto hinter den Flugzeugträgern USS Saratoga, USS Enterprise und USS Hornet, 1945

Die USS San Jacinto wurde der Fast Carrier Task Force zugeteilt. Sie nahm an der Schlacht in der Philippinensee gegen die Kaiserlich Japanische Marine während des Pazifikkriegs im Zweiten Weltkrieg teil. Sie fand am 19. und 20. Juni 1944 bei den Marianeninseln statt und war die größte Trägerschlacht der Geschichte. Anschließend nahm der Träger an Angriffen auf die Insel Rota und Guam teil. Im Oktober 1944 gab der Träger Luftunterstützung bei der Schlacht um Leyte. Im Februar 1945 nahm das Schiff an Angriffen auf Flugplätze im Großraum Tokio teil. Danach war das Schiff bei Schlacht um Iwojima zur Unterstützung der dortigen Landungstruppen eingesetzt.
Es folgte der Einsatz der Trägerflugzeuge gegen Tokio und Okinawa. Am 6. April griffen die Japaner mit 355 Kamikazeflugzeugen die Flotte vor Okinawa an. Die USS San Jacinto war an der Abwehr dieser Angriffe beteiligt. Von einem Kamikazeflugzeug wurde die USS San Jacinto nur knapp verfehlt. Nur im Vorpostenring der alliierten Flotte versenkten  die Japaner drei Zerstörer, beschädigten zwölf schwer und vernichteten zwei Munitionsschiffe und zehn kleinere Schiffe, doch die beabsichtigte Vernichtung der Flugzeugträger gelang wegen zu starker Abwehr nicht. Am 7. April 1945 versenkten Grumman-TBF-Torpedobomber des Trägers die japanischen Zerstörer Hamakaze und Asashimo während der japanischen Operation Ten-gō, als das Schlachtschiff Yamato mit neun Begleitschiffen die Flotte vor Okinawa angriff. In der Folge wurden Flugplätze auf Kyūshū angegriffen, von denen Kamikaze-Angriffe gestartet wurden und Luftunterstützung für Landungstruppen während der Schlacht um Okinawa geflogen. Ab dem 5. Juni waren die Trägerflugzeuge des Trägers an Angriffen auf die Inseln Hokkaidō und Honshū beteiligt. Bis zum Victory over Japan Day am 15. August 1945 war die San Jacinto vor der Küste Japans im Einsatz. Als am 2. September 1945 in der Sagami-Bucht bei Tokio auf der USS Missouri die Urkunden zur bedingungslosen Kapitulation Japans unterzeichnet wurden, war die San Jacinto eines der alliierten Schiffe in der Bucht. Am 14. September 1945 erreichte sie die Naval Air Station Alameda in der San Francisco Bay. Am 1. März 1947 wurde das Schiff außer Dienst gestellt und zur Pacific Reserve Fleet in San Diego gebracht. Aus der Naval Vessel Register wurde es am 1. Juni 1970 gestrichen. Am 15. Dezember 1971 erfolgte der Verkauf zum Abwracken an die National Metal and Steel Corporation bei Los Angeles.

## Name und andere Navy-Schiffe gleichen Namens
Das Schiff wurde nach der Schlacht von San Jacinto während der Texanischen Revolution benannt. Von 1851 bis 1865 war die Fregatte San Jacinto in Dienst und seit 1988 ist der Lenkwaffenkreuzer der Ticonderoga-Klasse San Jacinto in Dienst.

## Sonstiges

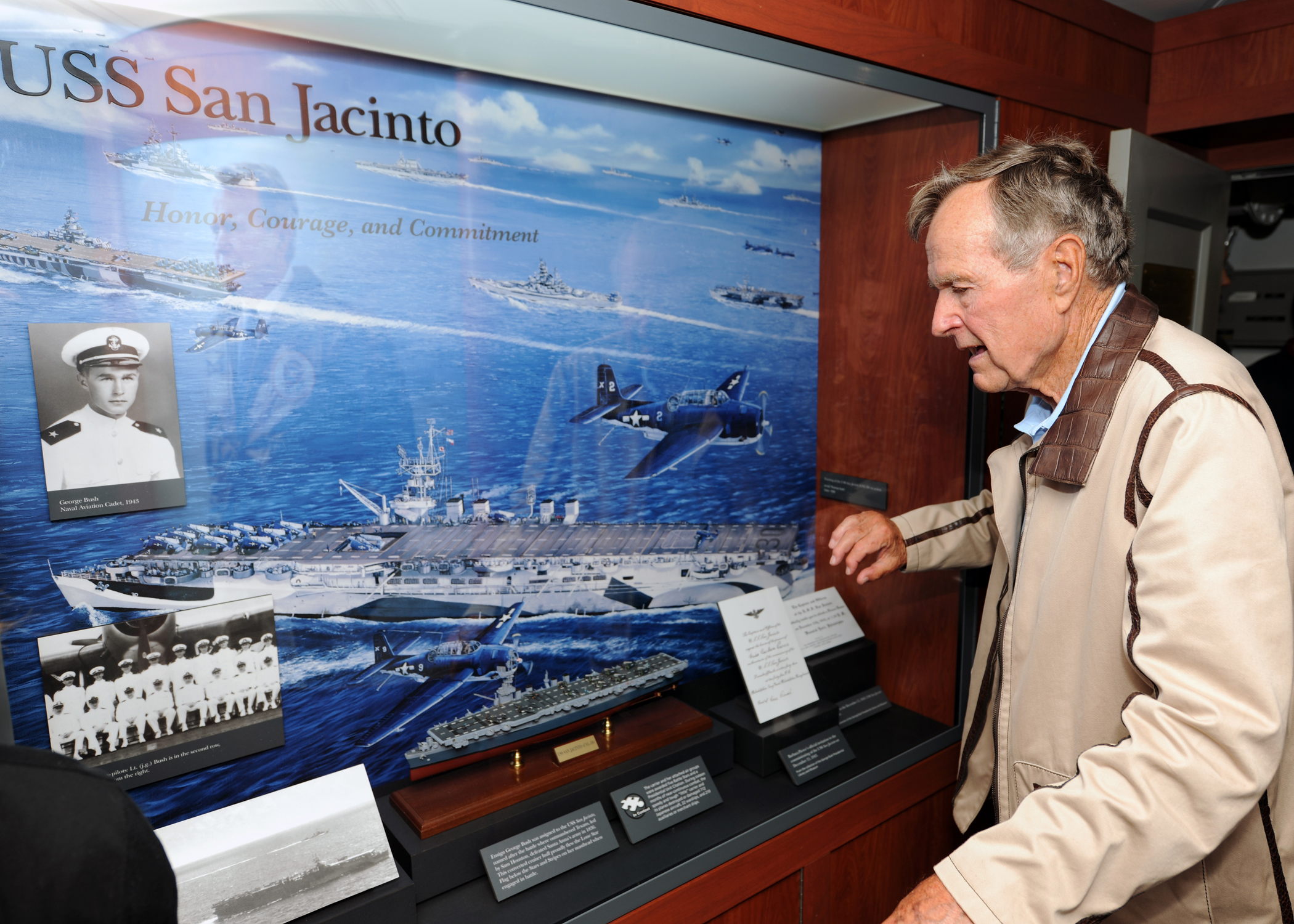
Der frühere US-Präsident George H. W. Bush 2010 an Bord der George H. W. Bush vor einer Vitrine über die San Jacinto und seinen Dienst an Bord

George H. W. Bush, von 1988 bis 1992 der 41. Präsident der USA, diente von September 1943 bis September 1944 als Grumman-TBF-Pilot auf dem Schiff.

## Auszeichnungen
Das Schiff erhielt vier Auszeichnungen.
- Navy Occupation Service Medal
- Presidential Unit Citation
- Asiatic-Pacific Campaign Medal mit fünf Service Stars
- World War II Victory Medal

## Weiterführende Informationen